# 김성호 (1950년)
김성호(金成浩, 1950년 3월 2일 ~ , 경남 김해)는 대한민국의 법조인, 공무원, 정치인이다.고려대학교 법과대학을 학사 학위 취득하고 16회 사법시험에 합격하여 검사로 근무하였다. 노무현 대통령의 참여정부 시절 법무부장관, 국가청렴위원회 사무처장으로 근무하였고, 이명박 정부에서는 초대 국가정보원장을 역임하였다. 현재 재단법인 행복세상 이사장으로 활동중이다.
초임검사 시절부터 권력형비리를 다루어 왔다. 수서비리, 4000억원 비자금 사건, 노태우·전두환 전 대통령 비자금 사건 등을 직접 지휘했다. 노태우·전두환 전 대통령 비자금 사건 수사가 한창일 때 서울지검 특수3부장으로 수사를 지휘하는 등 특수 수사통으로 평판을 얻었다.
| 전임 천정배 | 제58대 법무부 장관 2006년 8월 28일 ~ 2007년 9월 3일 | 후임 정성진 |

| 전임 김만복 | 제29대 국가정보원장 2008년 3월 26일 ~ 2009년 2월 12일 | 후임 원세훈 |